# E sarà per sempre
E sarà per sempre è un album in studio della cantante italiana Viola Valentino, pubblicato il 20 marzo 2020 in formato download digitale.
L'album contiene tre inediti E sarà per sempre, Non ti ho perso, Da qui all'eternità, due cover Che m'importa del mondo, La mia storia tra le dita, il singolo Questo pensiero d'amore cantato con Francesco Serra e una selezione di successi dell'artista.

## Tracce
1. E sarà per sempre (Mirko Oliva) (inedito)
2. Stronza (G. Germanelli, F. Mignogna)
3. Non ti ho perso (A. Gallo) (inedito)
4. Le prove di un addio (A. Gallo, A. Santonocito, A. Rosati)
5. Da qui all'eternità (C.Minellono, A. Santonocito, A. Gallo) (inedito)
6. Che caldo fa (L. Angelosanti, F. Morettini)
7. D'estate (G. Germanelli, F. Mignogna)
8. Questo pensiero d'amore (duetto con Francesco Serra) (B. Montecucco, F. Serra)
9. Un miraggio d'amore (A. Gallo, A. Rosati)
10. Suoni di luce (L. Matta, A. Gallo)
11. I tacchi di Giada (F. Altobelli)
12. Rose e Chanel (G. Germanelli, F. Mignogna, A. Gallo, A. Marton)
13. L'unica donna (G. Germanelli, F. Mignogna)
14. Lungometraggio (L. Matta, A. Gallo, A. Rosati)
15. Che m'importa del mondo (Franco Migliacci, Luis Bacalov)
16. Perduto amore (A. Gallo, A. Rosati)
17. Domani è un altro giorno (A. Gallo)
18. Daisy (L. Angelosanti, F. Morettini)
19. Dimenticare mai (G. Germanelli, F. Mignogna)
20. La mia storia tra le dita (Gianluca Grignani)